# Liste der Monuments historiques in Saint-André-en-Barrois
Die Liste der Monuments historiques in Saint-André-en-Barrois führt die Monuments historiques in der französischen Gemeinde Saint-André-en-Barrois auf.

## Liste der Objekte
| Bezeichnung                    | Beschreibung | Standort                      | Kennzeichnung | Schutzstatus | Datum | Bild |
| ------------------------------ | --- | ----------------------------- | ------------- | ------------ | ----- | ---- |
| Behang einer Prozessionssänfte | Seide, bestickt, erste Hälfte des 19. Jahrhunderts; im Centre départemental d’art sacré in Saint-Mihiel deponiert | in der Kirche St-André (Lage) | PM55002277    | Classé       | 1992  |      |